# Arcuatopterus ramosissimus
Arcuatopterus ramosissimus är en flockblommig växtart som först beskrevs av Dc., och fick sitt nu gällande namn av Pimenov och Ostroumova. Arcuatopterus ramosissimus ingår i släktet Arcuatopterus och familjen flockblommiga växter. Inga underarter finns listade i Catalogue of Life.